# Євстіфєєв Олександр Олександрович
Євстифєєв Олександр Олександрович (рос. Александр Александрович Евстифеев; (14 травня 1958 , Бреди, Челябінська область  — 9 вересня 2024 ) — російський державний діяч. Глава Республіки Марій Ел з 21 вересня 2017 року по 10 травня 2022 року, (тимчасово виконуючий обов'язки голови Республіки Марій Ел з 6 квітня до 21 вересня 2017 року). Дійсний державний радник Російської Федерації 2 класу (2001). Заслужений юрист Російської Федерації, професор юридичних наук.